# لوته شتاين
لوته شتاين (بالألمانية: Lotte Stein)‏ (و. 1894 – 1982 م) هي ممثلة مسرحية، وممثلة أفلام ألمانية، ولدت في برلين، توفيت في ميونخ، عن عمر يناهز 88 عاماً.

## وصلات خارجية
- لوت شتاين على موقع IMDb (الإنجليزية)
- لوت شتاين على موقع ألو سيني (الفرنسية)
- لوت شتاين على موقع أول موفي (الإنجليزية)
- لوت شتاين على موقع قاعدة بيانات الأفلام السويدية (السويدية)
- لوت شتاين على موقع قاعدة بيانات الفيلم (الإنجليزية)
- لوت شتاين على موقع كينوبويسك (الروسية)